# مرکز تحقیقات سل بالینی و اپیدمیولوژی
مرکز تحقیقات سل بالینی و اپیدمیولوژی از سال ۱۳۸۸ با ریاست علی اکبر ولایتی شروع به فعالیت نموده است. این مرکز تحقیقات شامل ۵ عضو هیئت علمی است.
از زمان تأسیس این مرکز تحقیقات تاکنون ۴ کارگاه آموزشی MDR برای پزشکان کشور افغانستان و عراق و چندین کارگاه آموزشی برای پزشکان مسئول درمان MDR سل ایران برگزار کرده است. یکی از مهم‌ترین فعالیتهای این مرکز تحقیقات تهیه گایدلاین درمان سل MDR کشوری می‌باشد.
این مرکز بیش از ۱۰۰مقاله ISI دارد.
در سال ۱۳۹۴، آقای دکتر پیام طبرسی با حکم رئیس دانشگاه علوم پزشکی و خدمات بهداشت درمانی شهید بهشتی به ریاست مرکز تحقیقات سل بالینی و اپیدمیولوژی منصوب گردید.

## اعضای هیئت علمی
- دکتر علی اکبر ولایتی: ریاست مرکز
- دکتر پیام طبرسی: قائم مقام مرکز
- دکتر میترا صفا: متخصص اعصاب و روان (روانپزشک).
- دکتر مجید مرجانی: رئیس دفتر اپیدمیولوژی
- دکتر اسماعیل مرتاض: رئیس بخش ایمونولوژی آزمایشگاه بیمارستان دکتر مسیح دانشوری